# 西湾街道
西湾街道，是中华人民共和国广西壮族自治区贺州市平桂区下辖的一个乡镇级行政单位。

## 行政区划
西湾街道下辖以下地区：
西湾社区、西湾村、上宋村、石梯村和飞马村。